# 小行星9134
小行星9134（9134 Encke）是一颗绕太阳运转的小行星，为主小行星带小行星。该小行星于1960年9月24日发现。

## 轨道参数
小行星9134的轨道半长轴为2.9071107 UA，离心率为0.033。